# Ibis szkarłatny

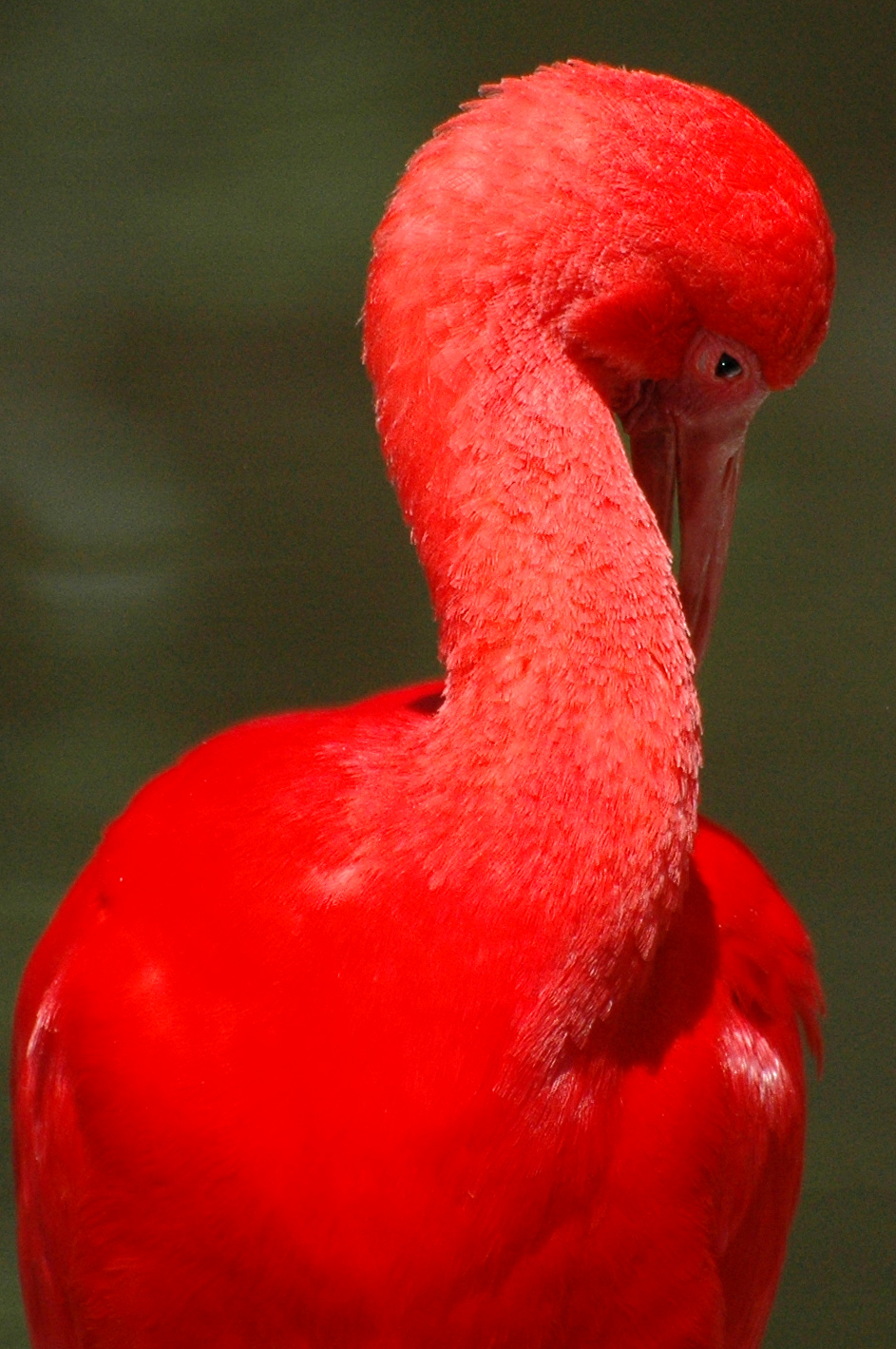
Ibis szkarłatny, rezerwat Birds of Eden w RPA

Ibis szkarłatny (Eudocimus ruber) – gatunek dużego ptaka z rodziny ibisów (Threskiornithidae), zamieszkujący północną i wschodnią Amerykę Południową. Nie jest zagrożony.
TaksonomiaBlisko spokrewniony z ibisem białym (Eudocimus albus). Nie wyróżnia się podgatunków.
MorfologiaDługość ciała 56–71 cm; rozpiętość skrzydeł 94–105 cm; masa ciała: samce 710–770 g, samice 505–640 g. U dorosłych ptaków wszystkie nagie partie ciała rdzawe. Upierzenie szkarłatne (oprócz czarnych końcówek skrzydeł). Młode podobne do ibisa białego.
Zasięg występowaniaWystępuje na terenach nizinnych od Kolumbii przez Wenezuelę i Trynidad, dalej na wschód przez wybrzeża Gujany po wybrzeża północnej Brazylii; także na południowo-wschodnim wybrzeżu Brazylii. Zalatuje do Ameryki Środkowej i na Karaiby.
EkologiaZamieszkuje mokradła, pola ryżowe oraz zarośla mangrowe. Często spotykany w dużych stadach, czasami z innymi gatunkami ibisów.
StatusIUCN uznaje ibisa szkarłatnego za gatunek najmniejszej troski (LC, Least Concern) nieprzerwanie od 1988 roku. BirdLife International uznaje trend liczebności populacji za spadkowy ze względu na niszczenie siedlisk tego ptaka.